# Aziz Salihu
Aziz Salihu, född den 1 maj 1954 i Pristina, dåvarande Jugoslavien, är av albanskt ursprung och är en boxare som tog OS-brons i supertungviktsboxning 1984 i Los Angeles. 